# 新八雲駅
新八雲駅（しんやくもえき）は、北海道二海郡八雲町春日（かすが）に設置予定の北海道新幹線の駅である。2031年開業予定で駅名は仮称である。

## 概要
全国新幹線網の計画進展に伴い、北海道新幹線が1973年（昭和48年）に整備計画が決定するのと前後して、八雲町では同年8月には周辺町村長や議会、各団体を巻き込んで駅設置を関係筋に陳情するなど運動を進めていた。
翌1974年（昭和49年）10月に北海道新幹線の経由地・停車駅が発表されるにあたり、渡島大野駅（現:新函館北斗駅） - 長万部駅間が90km近くあることから保安駅としての役割も兼ねて、八雲町にも駅が設置されることとなった。
函館本線八雲駅のある市街地から約3km西側に離れた内陸の春日地区に建設される予定であり、現在周辺は農用地に指定されている。在来の従来の函館本線八雲駅は海に近く用地がないこと、塩害を受けやすいことから、当初より山側の別位置で設置が計画されていた。
同駅開業後は乗降客約500人/日を見込んでいる。開業後は八雲駅に代わって北海道最西端の駅となる。

## 駅周辺
- 国道277号
- 北海道道42号八雲北檜山線
- 北海道道1181号新八雲停車場線（路線認定のみ）
- 遊楽部川

## 隣の駅
北海道旅客鉄道（JR北海道）
北海道新幹線（事業中）
新函館北斗駅 - 新八雲駅（仮称） - 長万部駅